# John Perkins (ekonomista)

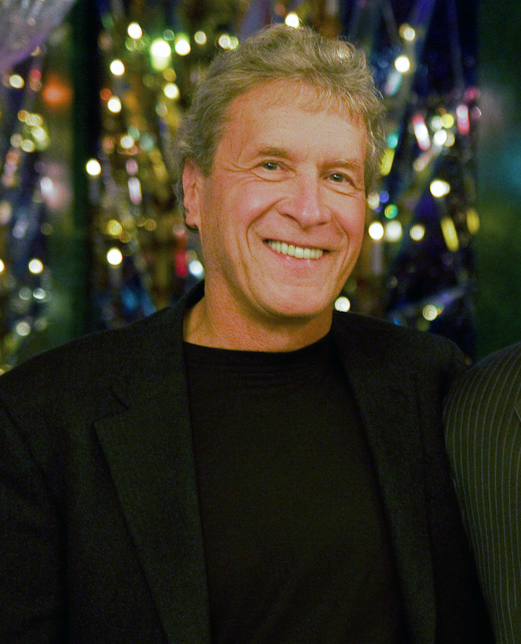

John Perkins (ur. 28 stycznia 1945 w Hanowerze w New Hampshire) – amerykański ekonomista i pisarz. Wolontariusz Korpusu Pokoju w Ekwadorze w latach 1968–1970, autor kilku książek.
Jedną z nich jest „Hitman – Wyznania ekonomisty od brudnej roboty”, w której autor porusza kwestię budowania imperium wpływów przez USA w biedniejszych krajach, do czego autor sam się przyczynił i przyznaje, że źle uczynił.
Autor opisuje zasadę działania dużych korporacji i elit, które rządzą w USA. Pod pretekstem pomocy słabszemu krajowi wpędzają jego gospodarkę w zadłużenie nie do spłacenia i tym samym stwarzają gospodarczego niewolnika długu i zależność od USA.
Książka opisuje fałszowania sprawozdań o rozwoju gospodarczym kraju po pożyczce funduszy na jego rozwój. autor pokazuje jak po II wojnie światowej usuwa się niewygodne, ważne postacie świata, takie jak Mohammad Mosaddegh (były premier Iranu), Jaime Roldós Aguilera (były prezydent Ekwadoru) i wielu innych, które zagrażały Stanom w prowadzeniu ich wojny gospodarczej przeciw słabszym krajom w celu ich uzależnienia.
Autor wymienia trzy sposoby budowania wpływów światowych USA po II wojnie światowej, kiedy z uwagi na ryzyko nuklearnego starcia otwarte działania zbrojne nie wchodziły w grę. Jeżeli jakiś kraj „rośnie” gospodarczo za szybko lub zagraża polityce USA, wysłany zostaje wysłannik, „ekonomiczny hitman” (za którego podaje się autor), z misją przekupienia, dobrowolnie lub nie, osoby wpływowej w państwie. Jeśli pierwszy plan nie sprawdza się, następnym krokiem jest próba obalenia lub usunięcia danej osoby („nieszczęśliwy wypadek”). Ostatecznym sposobem jest działanie militarne pod przykrywką misji pokojowej (stabilizacyjnej) pod zmyślonym powodem. Perkins za przykład państwa, w którym zadziałały wszystkie trzy strategie podaje Irak (Saddam Husajn). Autor jest przekonany, iż gdyby dyktator był posłuszny Stanom Zjednoczonym, po dziś dzień byłby liderem swojego kraju.